# Château de Katholm
Le château de Katholm est un château danois Renaissance situé dans la paroisse d’Ålsø de la péninsule de Djursland dans le Jutland.

## Historique
Le château de briques, sur un ilôt entouré d’eau, a été construit entre 1588 et 1592 par Thomas Fasti, fils du seigneur Christen Fasti qui fonda le domaine agricole en 1545. Il se trouve aujourd’hui à la tête d'un domaine agricole de 1 170 hectares, dont 490 hectares de forêt.
Il entre dans la famille de la veuve de Thomas Fasti, la famille Bryske, puis dans la famille de l’amiral Skeel au début du XVIIe siècle. Celui-ci fait ériger l’aile gauche, amende les terres, reboise. Le domaine est ensuite possession de la famille Rosenørn au XVIIIe siècle. Il est acheté en 1839 par Adolph Wilhelm Dinesen, grand-père de Karen Blixen, père de Wilhelm Dinesen et ancien ami d’Andersen. Adolph Wilhelm Dinesen, qui après s’être engagé dans l’armée française de Louis-Philippe, comme officier dans la campagne de colonisation de l’Algérie, fait du domaine qui était négligé une exploitation modèle en asséchant les marais, en reboisant et en investissant dans de nouvelles marchines agricoles. Il épouse la fille d’un général, Dagmar von Haffner qui lui donne deux garçons, Laurentzius et Wilhelm, et six filles.
Laurentzius, qui était chambellan de la cour, maître de chasse du roi et officier dans l’armée danoise, hérite du domaine à la mort de son père, mais il en néglige l’administration après la mort prématurée de son fils et sa fille Agnes, épouse Knuth, qui en hérite en 1916 le vend aussitôt. Il entre alors dans une famille de l’aristocratie danoise, les Collet, dont les descendants sont toujours les propriétaires aujourd’hui. Carl Frederik Collet, chambellan à la cour, en fait à partir de 1942 une exploitation des plus modernes. Des maisons situées sur le domaine peuvent être louées pour des séjours de vacances.